# Elisabet Carlsson
Anne Elisabet Carlsson, född 9 januari 1968 i Kviinge församling, Kristianstads län, är en svensk skådespelare.

## Biografi
Carlsson började spela teater redan som barn i närheten av Växjö. Hon gick estetisk linje på gymnasiet och därefter utbildade hon sig vid Teaterhögskolan i Stockholm 1988-1991.  Scendebuten skedde i Medea och under studietiden framträdde hon även i Anne Franks dagbok i Örebro. I sju år var hon därefter engagerad vid Folkteatern i Gävle för att senare bli frilans.
Förutom teatern har Carlsson även varit verksam som filmskådespelare. Debuten skedde i kortfilmen Istider (1996). Hon gjorde en uppmärksammad roll i Kvinna med födelsemärke (2001) där hon spelade rollen som Henni. Hennes stora genombrott kom i Grabben i graven bredvid (2002) i vilken hon gjorde huvudrollen som Desirée Wallin. För rollen blev hon nominerad till en Guldbagge. Hon har senare gjort roller i bland annat Beck-filmer och flera julkalendrar.
Vid sidan av skådespelandet har hon skrivit egna sångtexter och år 2000 turnerade hon tillsammans med Lotta Östlin-Stenshäll och Annika Olsson med musik innehållandes motiv tagna från Kittyböckerna. Hon har även varit verksam som komiker i TV-programmet Parlamentet.
Hon har med skådespelaren Stefan Roos en dotter, född 2010.

## Filmografi (urval)
- 1996 – Istider
- 2001 – Kvinna med födelsemärke
- 2001 – Minou kattflickan
- 2002 – Grabben i graven bredvid
- 2002 – Hundarna
- 2002 – This Is Not a Film
- 2002 – Pojken som ville vara isbjörn
- 2002 – Dieselråttor och sjömansmöss (TV-serie) (julkalender)
- 2003 – Errol
- 2004 – Allt och lite till (TV-serie)
- 2004 – Fyra nyanser av brunt
- 2004 – Kom tillbaka
- 2005 – En decemberdröm (TV-serie) (julkalender)
- 2005 – Van Veeteren – Münsters fall
- 2005 – Min sista vilja
- 2005 – Lasermannen (TV-serie)
- 2005 – 27 sekundmeter snö
- 2006 – Beck – Flickan i jordkällaren (TV-film)
- 2006 – Beck – Skarpt läge
- 2007 – Beck – I Guds namn
- 2007 – Järnets änglar
- 2007 – Isprinsessan (TV-film)
- 2007 – Predikanten (TV-serie)
- 2008 – Angel
- 2009 – Stenhuggaren
- 2010 – Olycksfågeln
- 2011 – Tjuvarnas jul (TV-serie) (julkalender)
- 2011 – The Stig-Helmer Story
- 2012 – Modig (röst som drottning Elinor)
- 2012 – De närmaste
- 2013 – Wallander - Saknaden
- 2013 – Emil & Ida i Lönneberga (röst som Alma Svensson)
- 2014 – Tjuvarnas jul – Trollkarlens dotter
- 2015 – Miraklet i Viskan
- 2016 – Beck – Gunvald
- 2016 – Stora vänliga jätten (röst som Mary)
- 2019 – Gösta (TV-serie)

## Teater

### Roller (ej komplett)
| År   | Roll              | Produktion                                                                          | Regi                    | Teater                   |
| ---- | ----------------- | ----------------------------------------------------------------------------------- | ----------------------- | ------------------------ |
| 2005 | Christine         | Elektratrilogin (Mourning Becomes Electra) Eugene O'Neill                           | Alexander Öberg         | Stockholms stadsteater   |
| 2008 | Fräulein Kost     | Cabaret John Kander, Fred Ebb och Joe Masteroff                                     | Colin Nutley            | Stockholms stadsteater   |
| 2009 | Elsie             | Sista dansen Carin Mannheimer                                                       | Malin Stenberg          | Stockholms stadsteater   |
| 2011 | Marge             | Vänner (Absent Friends) Alan Ayckbourn                                              | Sissela Kyle            | Stockholms stadsteater   |
| 2012 | Kristin Sara      | I sista minuten Carin Mannheimer                                                    | Sissela Kyle            | Stockholms stadsteater   |
| 2014 | Hunyak            | Chicago John Kander, Fred Ebb och Bob Fosse                                         | Roine Söderlundh        | Kulturhuset Stadsteatern |
| 2016 | Doktor Östermark  | Fadren August Strindberg                                                            | Mellika Melouani Melani | Kulturhuset Stadsteatern |
| 2017 | Billys döda mamma | Billy Elliot Lee Hall och Elton John                                                | Ronny Danielsson        | Kulturhuset Stadsteatern |
| 2018 |                   | De skyddssökande (Ἱκέτιδες, Hiketides) Aischylos                                    | Dritëro Kasapi          | Kulturhuset Stadsteatern |
| 2019 | Tova Johansson    | Män kan inte våldtas Märta Tikkanen                                                 | Lo Kauppi               | Kulturhuset Stadsteatern |
| 2020 | Medverkande       | Det stora teaterkalaset Calle Norlén                                                | Sissela Kyle            | Kulturhuset Stadsteatern |
| 2021 | Eva               | Amour Michael Haneke                                                                | Kjersti Horn            | Kulturhuset Stadsteatern |
| 2022 | Elsa Schräder     | Sound of Music Richard Rodgers, Oscar Hammerstein, Howard Lindsay och Russel Crouse | Ronny Danielsson        | Kulturhuset Stadsteatern |
| 2022 | Mamma Kerstin     | Var är Olle? Amanda Glans och Andreas Kundler                                       | Andreas Kundler         | Kulturhuset Stadsteatern |
| 2022 |                   | Köket är hemmets hjärta Agnes Lidbeck                                               | Nora Nilsson            | Kulturhuset Stadsteatern |
| 2024 | Farmor            | Härlig är jorden Viktor Tjerneld                                                    | Viktor Tjerneld         | Kulturhuset Stadsteatern |